# Blackburn R.B.2 Sydney
Le Blackburn R.B.2 Sydney était un hydravion britannique de patrouille maritime à long rayon d'action du début des années 1930.

## Histoire
Conçu par John Douglas Rennie, de la Blackburn Aeroplane & Motor Company, il devait répondre à la spécification R.5/27 de l'Air Ministry et équiper la Royal Air Force.
Le Sydney était un hydravion monoplan à aile parasol haubanée de conception assez classique pour l'époque, avec trois dérives et trois moteurs V12 Rolls-Royce Kestrel de 525 ch (381 kW) installés dans le bord d'attaque de l'aile. Après avoir subi une évaluation, il ne fut pas commandé de production en série de l'appareil, et son développement fut abandonné après la construction d'un seul prototype.
Avec l'arrêt du développement du Sydney, la construction d'une version cargo à moteurs en étoile du Sydney, le C.B.2 Nile, fut elle-aussi abandonnée.

### Magazines
- (en) « Huge All-Metal Flying Boat Weighs Ten Tons », Popular Mechanics, vol. 55, no 3,‎ mars 1931, p. 455 (lire en ligne).